# Николс, Винсент Джерард
Винсент Джерард Николс (англ. Vincent Gerard Nichols; 8 ноября 1945, Кросби, Англия) — английский кардинал. Титулярный епископ Отоны и вспомогательный епископ Вестминстера с 11 ноября 1991 по 15 февраля 2000. Архиепископ Бирмингема с 15 февраля 2000 по 3 апреля 2009. Архиепископ Вестминстера и католический примас Англии и Уэльса с 3 апреля 2009. Председатель конференции католических епископов Англии и Уэльса с 30 апреля 2009. Кардинал-священник с титулом церкви Сантиссимо-Реденторе-э-Сант-Альфонсо-ин-виа-Мерулана с 22 февраля 2014.

## Ранние годы
Винсент Николс родился в Кросби, графство Ланкашир. Его родители, Генри Джозеф и Мэри Николс (в девичестве Рассел) были учителями. В детстве Николс хотел стать водителем грузовика, но уже подростком почувствовал призвание быть священником.
Учился в католической школе Святой Марии, которой управляла конгрегация Братьев Христа. После окончания школы он поступил в Английский Католический Колледж в Риме. Рукоположен в священники в архиепархии Ливерпуля 21 сентября 1969 года (в 23 года). В 1970 году получил степень (католическая степень, аналогичная магистру) по богословию в Папском Григорианском Университете в Риме.
После возвращения в Англию Николс учился ещё один год в Университете Манчестера и получил светскую степень магистра богословия. Его диссертация посвящена богословскому наследию Святого Джона Фишера, английского епископа и кардинала, который не признал Акт о супрематии, за что был казнён Генрихом VIII. Затем он служил ассистентом священника в церкви Святой Марии в Уигане (около Манчестера) и капелланом в старшей школе Святого Джона Ригби в Орреле (около Манчестера) и школе Святого Петра в Уигане.
В 1974 году он получил степень магистра образования в частном иезуитском Университете Лойолы в Чикаго, а в 1975 году приступил к службе в церкви Святой Анны в Ливерпуле. В общей сложности отец Николс провёл 14 лет в архидиоцезе Ливерпуля. Архиепископ Дерек Ворлок отметил старания Николса, когда тот помогал разведённым парам вновь пожениться.
В 1980 году (в 35 лет) его назначили директором Института Апхоланда. Кроме того он был членом совета архиепископа.
С 1984 по 1993 годы Николс занимал должность генерального секретаря Конференции Католических Епископов Англии и Уэльса. С 1989 по 1993 годы он модератор-управляющий совета экуменического объединения церквей Англии и Ирландии. С 1998 года он руководил комитетом католического образования.

## Церковная карьера

### Титулярный епископ
5 ноября 1991 года (в 46 лет) Иоанн Павел II объявляет Николса вспомогательным епископом Вестминстера и титулярным епископом Отоны. Церемонию его посвящения в епископы 24 января 1992 года провёл кардинал Бэзил Хьюм, которому помогали и сослужили архиепископ Ливерпуля Дерек Ворлок и епископ Восточной Англии Алан Кларк. Таким образом Николс стал самым молодым епископом Великобритании. Для себя он выбрал девиз: Fortis Ut Mors Dilectio, что значит «Любовь сильна, как смерть» (Песнь Песней 8:6).
В качестве вспомогательного епископа Николс исполнял обязанности викария северного Лондона. Его также назначили в финансовый совет Национального Католического Фонда в 1994 году, и в комитет Римских колледжей в 1995 году. С 1996 года он занимался финансами Конференции Католических Епископов Англии и Уэльса.
В 1998 году Николс представлял епископов Англии на Синоде епископов Океании и был особым секретарём Синода епископов Европы в сентябре 1999 года. Николс вёл похоронную церемонию кардинала Бэзила Хьюма, архиепископа Вестминстера, умершего в 1999 году.

### Архиепископ Бирмингема
15 февраля 2000 года (в 54 года) Николс был объявлен восьмым архиепископом Бирмингема на смену уроженцу Франции Морису Куб де Мюрвилю. Интронизация состоялась 29 марта 2000 года. Незадолго до назначения архиепископом Бирмингема, имя Николса упоминалось в качестве возможного кандидата на должность архиепископа Вестминстера. После кончины кардинала Базиля Хьюма архиепископом Венсмонстера (то есть главой католиков Англии) стал Кормак Мёрфи О`Коннор.
В 2001 году Винсент Николс возглавил управляющий Комитет Католического Общества по защите детей и инвалидов.
В 2005 году Николс комментировал трансляцию похорон папы римского Иоанна Павла II по Би-би-си.
В 2008 году его объявили председателем Комитета по школам, университетам и катехизису на конференции епископов Европы. Кроме того, Николс заседает в епископском совете трех английских семинарий за пределами Великобритании: Королевский Английский Колледж Святого Албана в Вальядолиде (Испания), Папский Колледж Беда и Английский Католический Колледж в Риме (Италия). Кроме него в совете заседает епископ Лидса Артур Роше и епископ-эмерит Миневии Марк Ябале. Как минимум раз в год Николс посещает все три семинарии с визитом.
Николс поддержал канонизацию кардинала Джона Ньюмена. Несмотря на предсмертную волю самого кардинала о месте своего захоронения, в 2008 году предпринималась попытка эксгумации его останков из собора в центре Бирмингема. Николс руководил процессом. После вскрытия могилы не обнаружено никаких останков.
Николс написал две книги: «Обещание будущей славы» (англ. Promise of Future Glory) и «Миссионеры» (англ. Missioners). В своей архиепархии он запустил социальную годовую программу «Иди со Мной», которая направлена на объединение людей через духовные диалоги, завязанные на годовой цикл литургии. Инициатива распространилась в другие епархии Англии.
Его герб состоит из голубой ленты на серебряном фоне, которая символизирует реку Мерси, раковина морского гребешка символизирует Английский Католический Колледж в Риме, красная роза Ланкастера и якорь, который символизирует Ливерпуль. Все собрано под зеленой галеро (шапка архиепископа) с 20 кисточками.

### Архиепископ Вестминстера
3 апреля 2009 года (в 63 года) папа римский Бенедикт XVI объявил Николса одиннадцатым архиепископом Вестминстера, а значит главой Католической Церкви Англии и Уэльса. Церемония вступления в должность состоялась 21 мая того же года.
Вестминстер — основная архиепархия Англии и Уэльса, окормляет 472,600 католиков. Считается, что папа римский Бенедикт XVI лично назначил Николса на эту должность, поскольку Конгрегация по делам епископов не смогла прийти к единому мнению. Среди возможных кандидатов также назывались имена: епископа Лидс Артура Роше (поддерживался предшественником Николса, кардиналом Кормаром Мёрфи-О’Коннором), архиепископа Кардиффа Питера Смита, вспомогательного епископа Вестминстера Бернарда Лонгли и епископа Ноттингема Малькольма Макмаона.
Перед его назначением, в газеты «просочилось» письмо группы прелатов и членов парламента на имя папского нунция в Великобритании, авторы которого просили не переводить Николса на Вестминстерскую кафедру по причине его «амбициозности».
Кардинал Мёрфи-О’Коннор подал в отставку по достижении обязательного пенсионного возраста, 75 лет, и прокомментировал назначение Николса, как «компетентного, опытного и человека большого сердца».
Как и ожидалось, Винсента Николса избрали председателем Конференции Католических Епископов Англии и Уэльса 30 апреля 2009 года.
29 июня 2009 года в первый день Петрова поста, традиционный день вручения знаков отличия новопроизведенным митрополитам, папа Бенедикт XVI вручил Николсу паллий, узкую ленту из белой овечьей шерсти с вышитыми крестами.

## Кардинал
12 января 2014 года было объявлено, что Винсент Николс будет возведён в кардиналы на консистории от 22 февраля 2014 года.

## Взгляды
В начале своей карьеры Николс считался либералом, однако со времени начал всё более проявлять консервативные взгляды. Есть мнение, что он адаптировался в соответствии с позицией Ватикана, а также по совету своего наставника, архиепископа Дерека Ворлока, который желал ему наилучшей карьеры в церкви.
В последние годы он активно защищает традиционные взгляды Католической Церкви. В частности, он не раз выступал с критикой BBC, обвиняя корпорацию во враждебном отношении к католикам.

### Насилие над детьми в церкви
Вскоре после назначения архиепископом Вестминстера Винсент Николс сделал заявление по поводу случаев насилия над детьми священниками в церкви Ирландии. В частности он отметил что «нужно мужество, чтобы в этом признаться. Каждый единичный случай оскорбления или насилия в Католической Церкви вызывает скандал. И я рад, что это скандал». По поводу ответственности священников за содеянное он заметил «не стоит забывать, что сегодняшний скандал может затмить всё хорошее, что они тоже совершили».
В своем Пасхальном послании 4 апреля 2010 года (разгар сексуального скандала на мировом уровне) Николс сказал: «…сейчас идёт Святая неделя. Чтобы оценить смысл этого великого христианского праздника, мы должны начать с наших грехов и нашего позора».
22 апреля 2010 года Конференция католических епископов Англии и Уэльса под председательством Николса выпустила беспрецедентное послание, в котором они приносят свои извинения всем жертвам насилия. В частности там говорится следующее: 

«Все католики — части единого целого. Эти ужасные преступления и неадекватная реакция некоторых лидеров церкви глубоко опечаливает нас всех[…] Мы просим прощения у жертв насилия и у Бога за ужасные деяния, совершенные среди нас. Здесь нет места оправданиям».

За два дня до опубликования послания все члены Конференции Католических Епископов принимали участие в специальной службе, посвященной пятилетию избрания папы римского Бенедикта XVI в кафедральном соборе Лидса. Службу вёл папский нунций в Великобритании. На следующий день после опубликования послания, прошла поминальная служба в память жертв авиакатастрофы в Смоленске.
В статусе архиепископа Бирмингема Николс управлял комитетом Католического Общества по защите детей и инвалидов, где ему непосредственно приходилось расследовать случаи оскорблений и насилия в церкви.

### Взаимодействие между религиями
Николс является покровителем межрелигиозной организации Институт Вульфа в Кембридже, Великобритания.